# Hinterautal
Das Hinterautal ist ein das Karwendel von Westen nach Osten durchquerendes Tal, das von der Isar durchflossen wird und in dem sich die Isarquellen befinden.
Das Hinterautal erstreckt sich von Scharnitz bis in den östlichen Talabschluss, der Rossloch genannt wird, auf einer Länge von ca. 14 km. Ausgehend von Scharnitz wird das Tal nördlich zunächst auf wenigen Kilometern von der Nördlichen Karwendelkette begrenzt, darauf folgend unterbrochen vom Karwendeltal mit dem zur Isar zufließenden Karwendelbach sowie weiter östlich von der Hinterautal-Vomper-Kette. Die südliche Begrenzung bildet die Gleirsch-Halltal-Kette.
Von Westen kommend ist das Tal zwischen der Scharnitzer Alm und der Einmündung des Gleirschbachs stark von der Isar eingeschnitten. Danach erstreckt sich das Tal mit geringer Steigung und ohne tiefere Einschnitte bis zum Isarursprung und bis zur Kastenalm (1220 m ü. A.). Das Tal endet nach wenigen Kilometern im Rossloch.

## Stützpunkte
Abgesehen von der Scharnitzer Alm und dem Wiesenhof (1036 m ü. A.) wenige Kilometer östlich von Scharnitz gibt es bis zum Ende des Tals bei der Kastenalm keine bewirtschafteten Hütten oder Unterkünfte. Ab Talende besteht die nächste Übernachtungsmöglichkeit im Hallerangerhaus. Alle anderen Übergänge nach Norden oder Süden haben mindestens den Charakter von Bergtouren.

## Tourenmöglichkeiten
Das Tal ist für den öffentlichen Verkehr gesperrt. Aufgrund der Länge des Tals und der mäßigen Steigung ist der Weg von Scharnitz bis zur Kastenalm eine klassische Mountainbike-Tour. Das Tal ist Teil des Zustiegs zu zahlreichen Gipfeln in der Hinterautal-Vomper-Kette, z. B. des südlichen Zustiegs zur Birkkarspitze. Auch hier wird typischerweise der erste Teil des Weges mit dem Mountainbike zurückgelegt.
Die Isar im Hinterautal kann auch mit dem Kanu befahren werden.

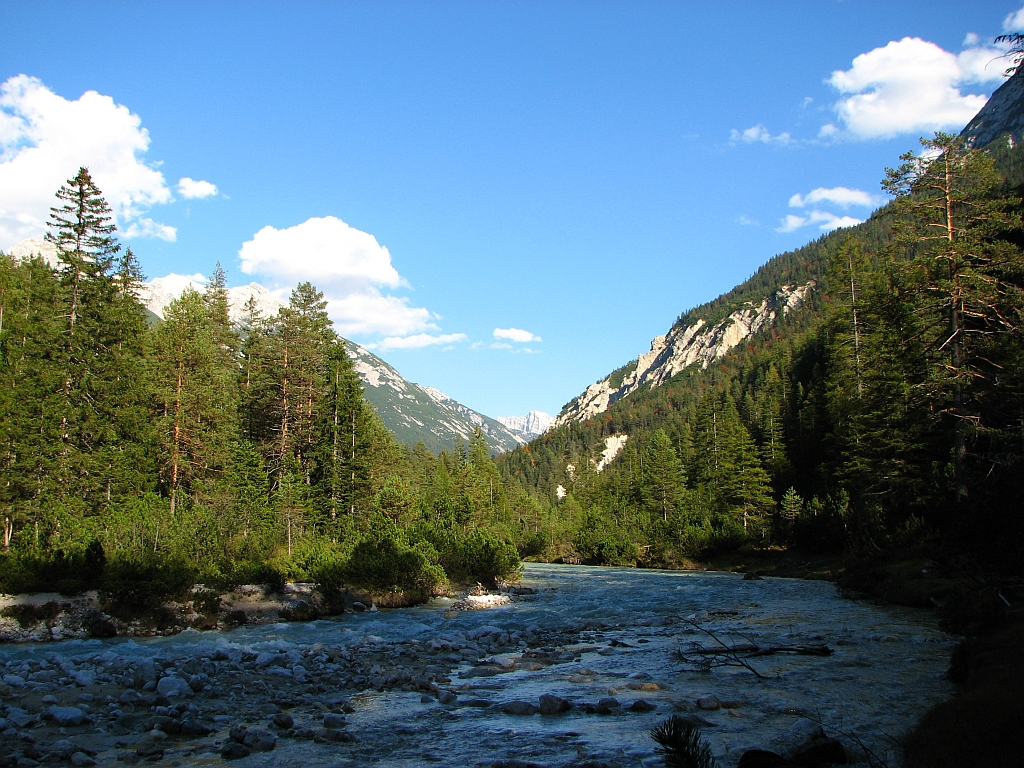
Die Isar im Hinterautal
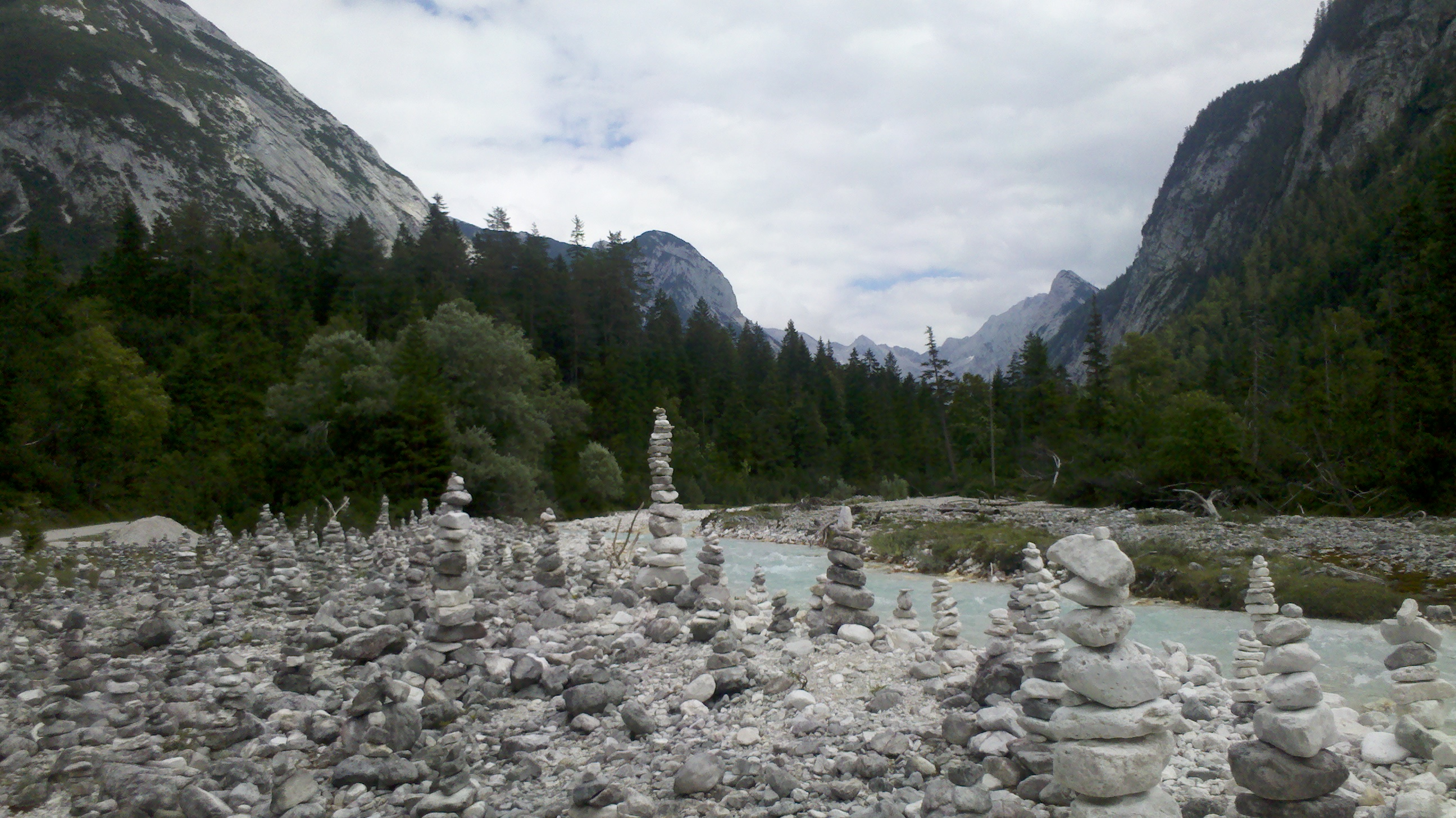
Steinmandl an der Isar
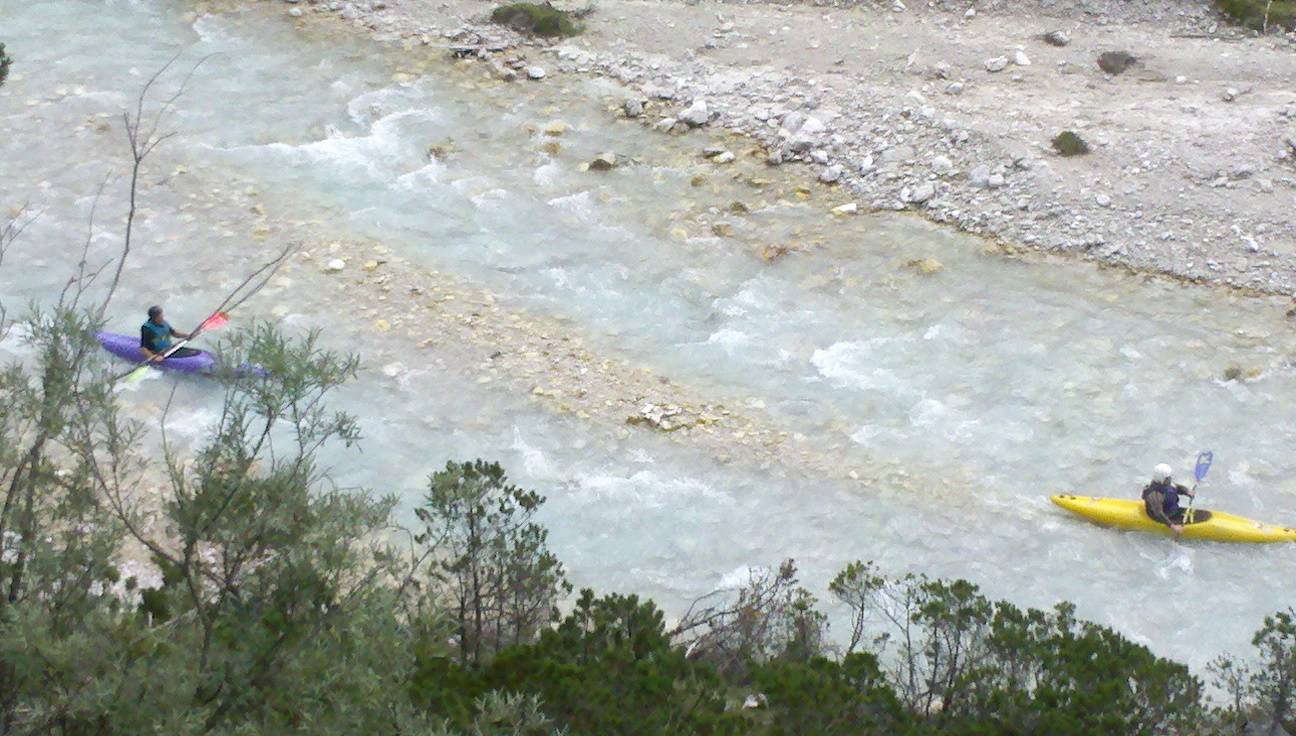
Kanufahrer auf der Isar